# Castianeira rugosa
Castianeira rugosa là một loài nhện trong họ Corinnidae.
Loài này thuộc chi Castianeira. Castianeira rugosa được J. Denis miêu tả năm 1958.